# Înfruntarea (film din 1993)
Înfruntarea (în hindi गुमराह, transliterat: Gumrah) este un film dramatic de acțiune în limba hindi din 1993, regizat de Mahesh Bhatt⁠(d) după un scenariu scris de Sujit Sen și Robin Bhatt. Filmul îi are în distribuție pe Sridevi⁠(d), Sanjay Dutt⁠(d) și Anupam Kher⁠(d).
Inspirat în mod liber din miniserialul australian Bangkok Hilton, filmul prezintă povestea de dragoste dintre Rahul și Roshni, o cântăreață aflată la început de carieră. Cu prilejul unei călătorii la Hong Kong, Roshni este arestată pentru posesie de cocaină, fără să știe că este victima lui Rahul.
Înfruntarea a fost bine primit de critici la lansare, fiind lăudată îndeosebi interpretarea actriței Sridevi, pe care mulți au considerat-o una dintre cele mai bune interpretări din cariera ei și i-a adus o nominalizare pentru cea mai bună actriță la cea de-a XXXIX-a ediție a premiilor Filmfare. Filmul a avut, de asemenea, un succes comercial, aducând încasări de 545 de milioane de rupii (7,6 milioane de dolari) în întreaga lume la un buget de 200 de milioane de rupii (2,8 milioane de dolari), devenind al șaptelea film indian cu cele mai mari încasări din 1993.

## Distribuție
- Sanjay Dutt⁠(d) — Jagan Nath „Jaggu”
- Sridevi⁠(d) — Roshni Chadha
- Anupam Kher⁠(d) — Prakash Chadha, tatăl lui Roshni
- Rahul Roy⁠(d) — Rahul Malhotra
- Soni Razdan⁠(d) — Angela
- Reema Lagoo⁠(d) — Sharda Chadha, mama lui Roshni
- Kunika⁠(d) — polițista din Hong Kong
- Tom Alter⁠(d) — inspectorul Phillip
- Sudesh Issar⁠(d)
- Bob Christo⁠(d) — polițist din Hong Kong
- Anang Desai⁠(d) — Ahuja
- Laxmikant Berde⁠(d) — Pakya
- Kamini Kaushal⁠(d) — mama lui Sharda
- Avtaar Gill⁠(d) — unchiul lui Roshni
- Mushtaq Khan⁠(d) — inspector de poliție
- Mahesh Anand⁠(d) — Tiger, luptător al opoziției din Hong Kong

## Coloana sonoră
| # | Titlu                              | Cântăreț(i)                         |
| - | ---------------------------------- | ----------------------------------- |
| 1 | „Principal Tera Ashiq Hoon”        | Roop Kumar Rathod⁠(d)                |
| 2 | „Yeh Zindagi Ka Safar”             | Talat Aziz, Kavita Krishnamurthy⁠(d) |
| 3 | „Yeh Hai Sharabkhana”              | Asha Bhosle⁠(d)                      |
| 4 | „Duniya Kismat Aur Khuda”          | Roop Kumar Rathod                   |
| 5 | „Tere Pyar Ko Salam O Sanam”       | Alka Yagnik⁠(d)                      |
| 6 | „Ram Kasam Mera Bada Naam Ho Gaya” | Vinod Rathod⁠(d)                     |